# Dan Jurgens
Dan Jurgens (Ortonville, 27 giugno 1959) è un fumettista statunitense.
Attivo sia come scrittore che come disegnatore, è noto principalmente per essere stato il deus-ex-machina del ciclo de La morte di Superman e delle successive storie (Funerale per un amico, Il regno dei Supermen), tanto da essere spesso chiamato "l'uomo che ha ucciso Superman".
Tra i suoi contributi principali si ricordano lavori su The Sensational Spider-Man (vol. 1), Thor (vol. 2), Capitan America (vol. 3), Justice League of America, Metal Men, I Giovani Titani (vol. 2), Ora zero - Crisi nel tempo, Tomb Raider, Aquaman (vol. 3) e Marvel contro DC, oltre alla creazione dell'universo Tangent Comics e di personaggi come Booster Gold e Waverider.

## Opere

### Dark Horse Comics
- Superman vs. Aliens, 1995 (scrittore e disegnatore)

### DC Comics
- Adventures of Superman Annual 1, 1987 (scrittore e disegnatore)
- Adventures of Superman, 1989–1991 (scrittore e disegnatore)
- Agent Liberty Special n. 1, 1992 (scrittore e autore della copertina)
- Aquaman (vol. 3) nn. 63-75, gennaio 2000-gennaio 2001 (scrittore)
- Armageddon 2001
- Batman Annual 9, 1985 (disegnatore)
- Flash Gordon nn. 1-9, 1989 (scrittore e disegnatore)
- Brave and the Bold (vol. 2) n. 23, 2009 (scrittore e disegnatore)
- Booster Gold nn. 1-25, 1986-1988 (disegnatore)
- Booster Gold (vol. 2) nn. 1-12, 16-29 (disegnatore)
- Countdown nn. 49-38 (scrittore e disegnatore delle storie di appendice)
- Superman (vol. 2) (writer/artist, 1991–1999; writer: 1991-1999; pencils: 1991-1995)
- Superman 80-Page Giant n. 1, febbraio 1999 (scrittore e disegnatore di una storia)
- Superman/Doomsday: Hunter/Prey, 1994 (scrittore e disegnatore)
- Superman: The Doomsday Wars (scrittore e disegnatore)
- Superman: Day of Doom (scrittore e disegnatore)
- Superman: Secret Files, gennaio 1998 (scrittore e disegnatore)
- Superman/Fantastic Four, 1999 (scrittore e disegnatore)
- Justice League America
- Metal Men, 1993 (disegnatore)
- Ora zero
- Titans/Legion of Super-Heroes: Universe Ablaze, 2000 (scrittore e disegnatore)
- Teen Titans (vol. 2)
- 52
- Infinite Crisis Secret Files 2006, aprile 2006 (disegnatore)
- Crisis Aftermath: The Battle For Blüdhaven, 2006 (disegnatore)
- Nightwing
- Metamorpho: Year One, 2007 (nn. 1-2: scrittore e disegnatore; nn. 3-6: scrittore)
- Firestorm: The Nuclear Man (vol. 3) n. 33, aprile 2007 (disegnatore)
- Sun Devils, 1984 (scrittore e disegnatore)
- Tangent: Superman's Reign, 2008 (scrittore)
- Time Masters: Vanishing Point, 2010 (scrittore)
- Warlord nn. 75- (disegnatore)

### Marvel Comics
- Captain America (vol. 3) nn. 25-50 (scrittore), nn. 33-50 (disegnatore)
- The Sensational Spider-Man (vol. 1) nn. 0-6, gennaio-luglio 1996 (scrittore e disegnatore)
- Thor (vol. 2) nn. 1-79, annual 1999-2001 (scrittore)

### Top Cow Productions
- Tomb Raider, 1999 (scrittore)

### Valiant Comics
- Solar nn. 46-54, luglio-dicembre 1995 (nn. 46-50: scrittore e disegnatore; nn. 51-54: scrittore)

## Premi e riconoscimenti
- National Cartoonists Society Award, Comic Book Division [3]